# Robert Tulières
 (octobre 2015).
Robert Tulières fit partie de la commission chargée de l'investigation concernant le meurtre de Louis Ier d'Orléans perpétré le 23 novembre 1407. Pour cette raison, il sera assassiné le 29 mai 1418 lors des massacres commis par les partisans des Bourguignons.